# 市井雅哉
市井 雅哉（いちい まさや、1961年 - ）は日本の臨床心理学者。臨床心理士・専門行動療法士。兵庫教育大学教授。専門は、臨床心理学・認知行動療法・EMDR。滋賀県生まれ。

## 経歴
- 1985年　早稲田大学第一文学部心理学専修卒業。
- 1988年　早稲田大学大学院文学研究科心理学専攻修士課程修了。
- 1992～1993年　テンプル大学大学院留学（ロータリー財団奨学生）。
- 1994年　早稲田大学大学院文学研究科心理学専攻博士後期課程単位取得退学。
- 1994年　早稲田大学人間科学部助手。
- 1996年　琉球大学教育学部助手。
- 1997年　琉球大学教育学部専任講師。
- 2000年　琉球大学教育学部助教授。
- 2004年　兵庫教育大学学校教育学部附属発達心理臨床研究センター教授。
- 2005年　兵庫教育大学発達心理臨床研究センター教授。

## 学会
- 日本EMDR学会理事長
- 日本ブリーフサイコセラピー学会理事
- 日本行動療法学会編集委員
- 日本心理臨床学会

## 翻訳
- タル・クロイトル著『EMDR革命:脳を刺激しトラウマを癒す奇跡の心理療法 生きづらさや心身の苦悩からの解放』2015年、星和書店、ISBN 978-4791109227